# Plaża Benagil
Plaża Benagil (port. Praia de Benagil) – plaża znajdująca w miejscowości Benagil w gminie Lagoa, w podregionie Algarve, w Portugalii. 
Plaża leży obok rybackiej wioski Benagil, od której wzięła swoją nazwę. Jest stosunkowo mała i jest ograniczona skalistym klifem o złotej barwie. Plaża jest piaszczysta w odróżnieniu od wielu innych plaż regionu Algarve. W pobliżu plaży znajduje się jaskinia Algar de Benagil, w której wnętrzu znajduje się niewielka plaża. Z wnętrza jaskini można zobaczyć niebo przez otwór w jej stropie. Dostęp do jaskini jest możliwy od strony morza przez dwa łuki. Dostać się do niej można łodzią, kajakiem lub wpław. 

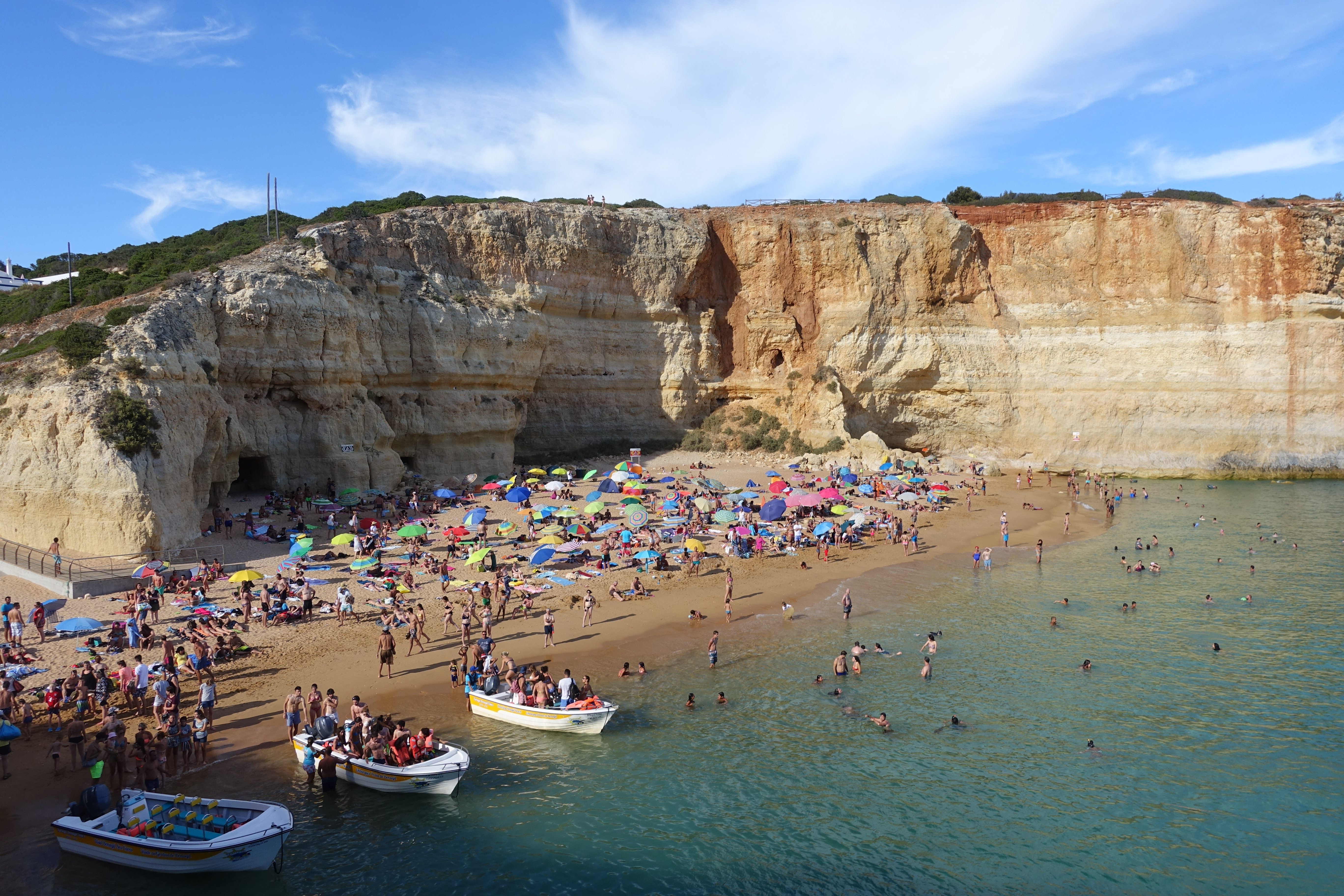
Plaża Benagil
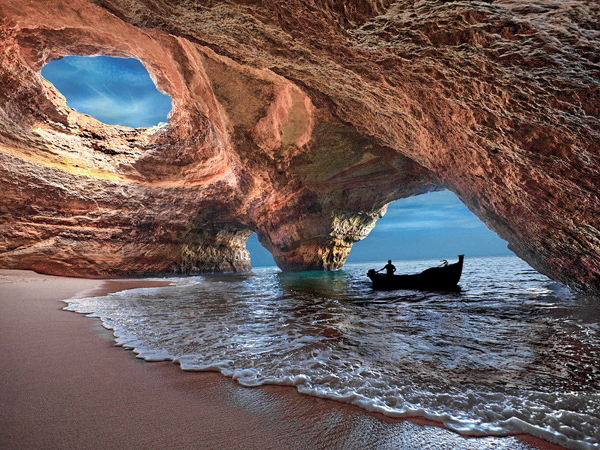
Wejście do jaskini w Benagil
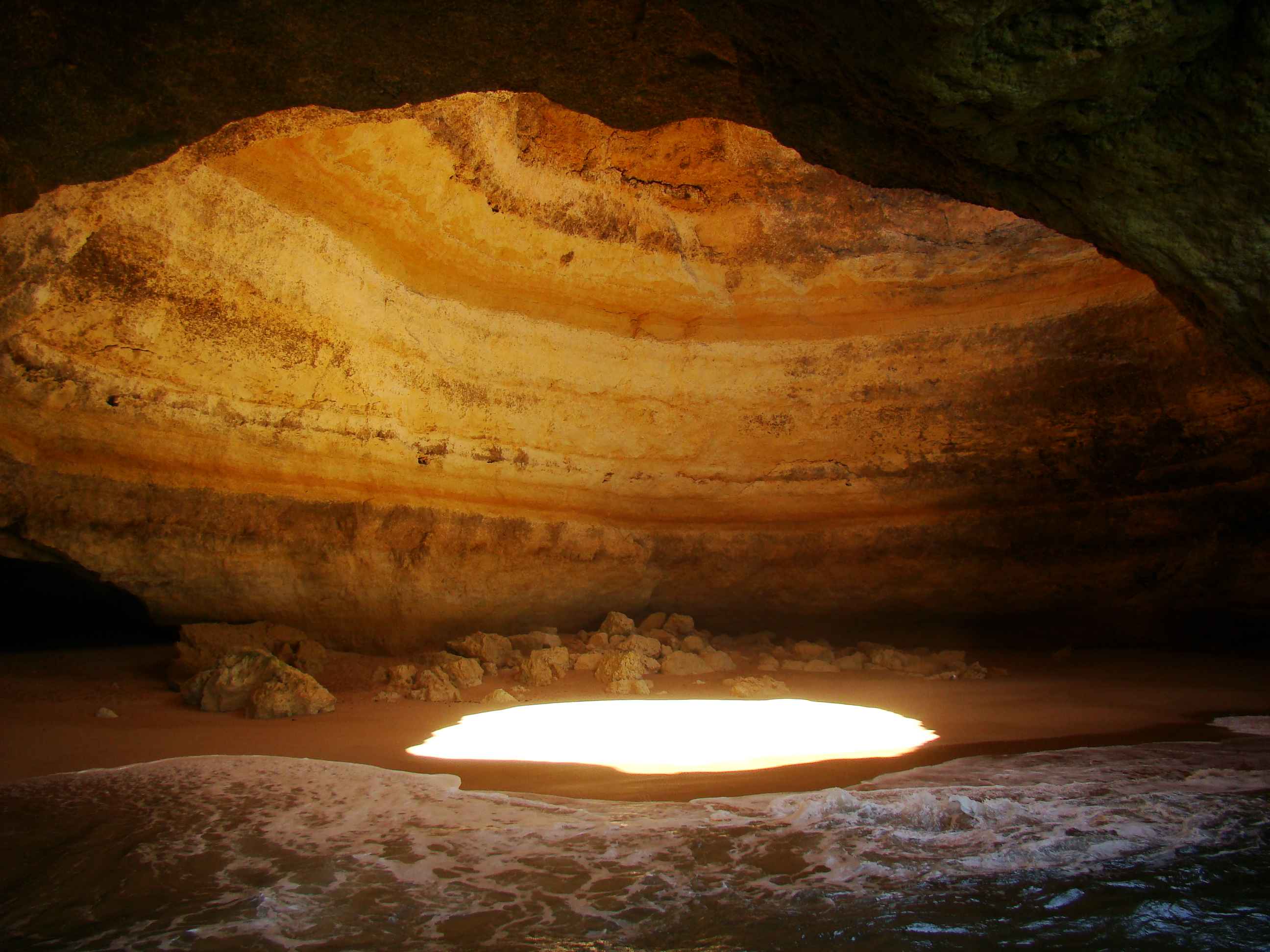
Wnętrze jaskini
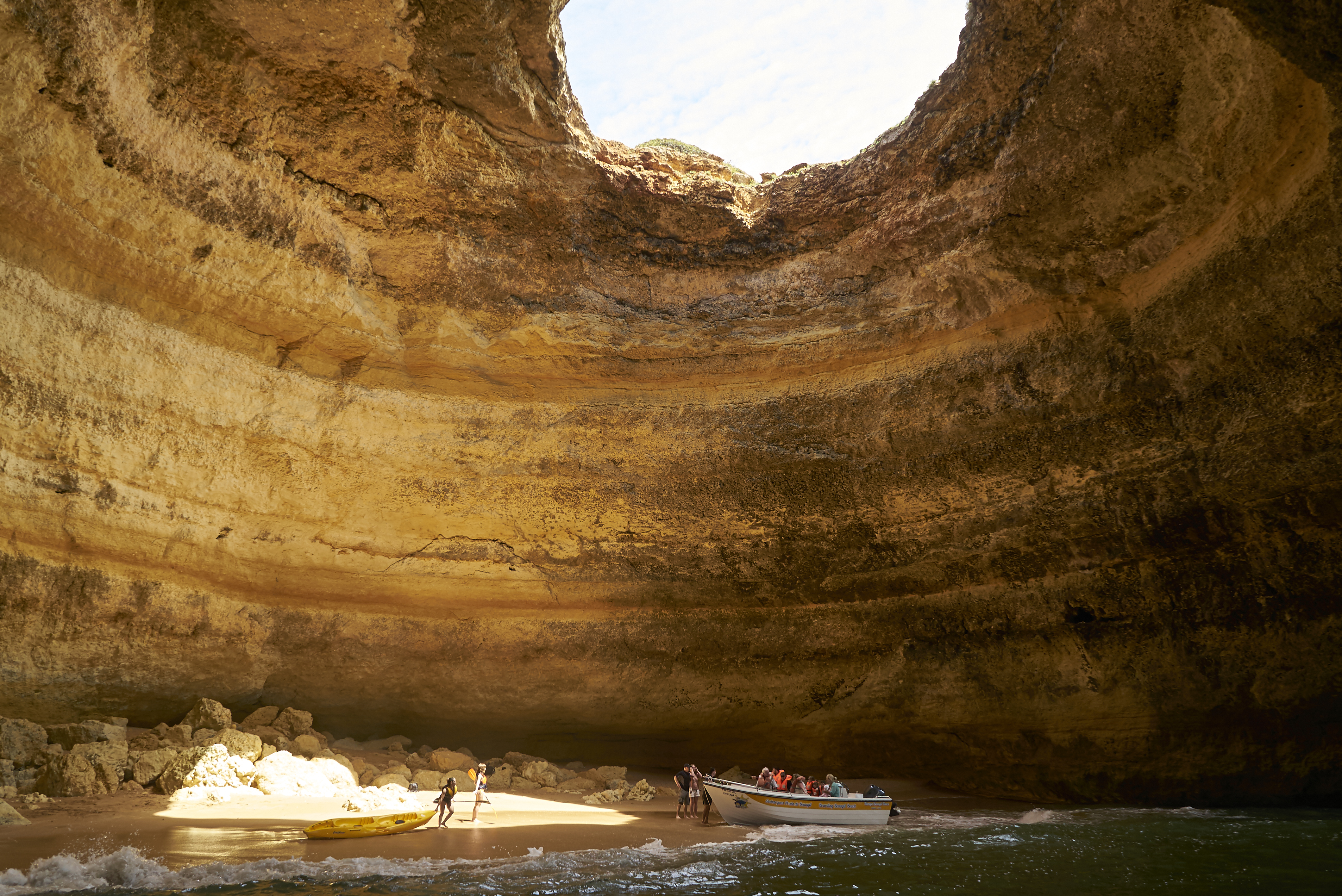
Turyści w jaskini
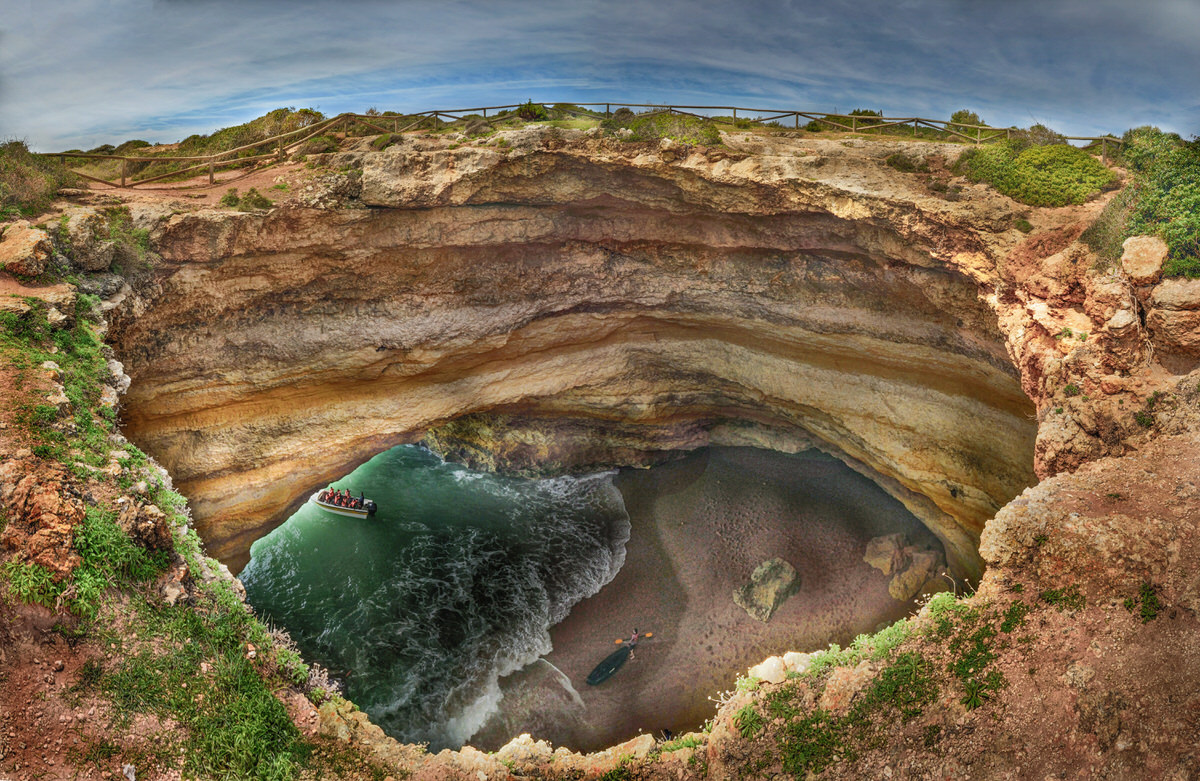
Widok jaskini z góry